# Webster Groves
Pour les articles homonymes, voir Webster et Groves.
Webster Groves est une ville du Missouri, dans le comté de Saint Louis, aux États-Unis d'Amérique. 